# Eartha

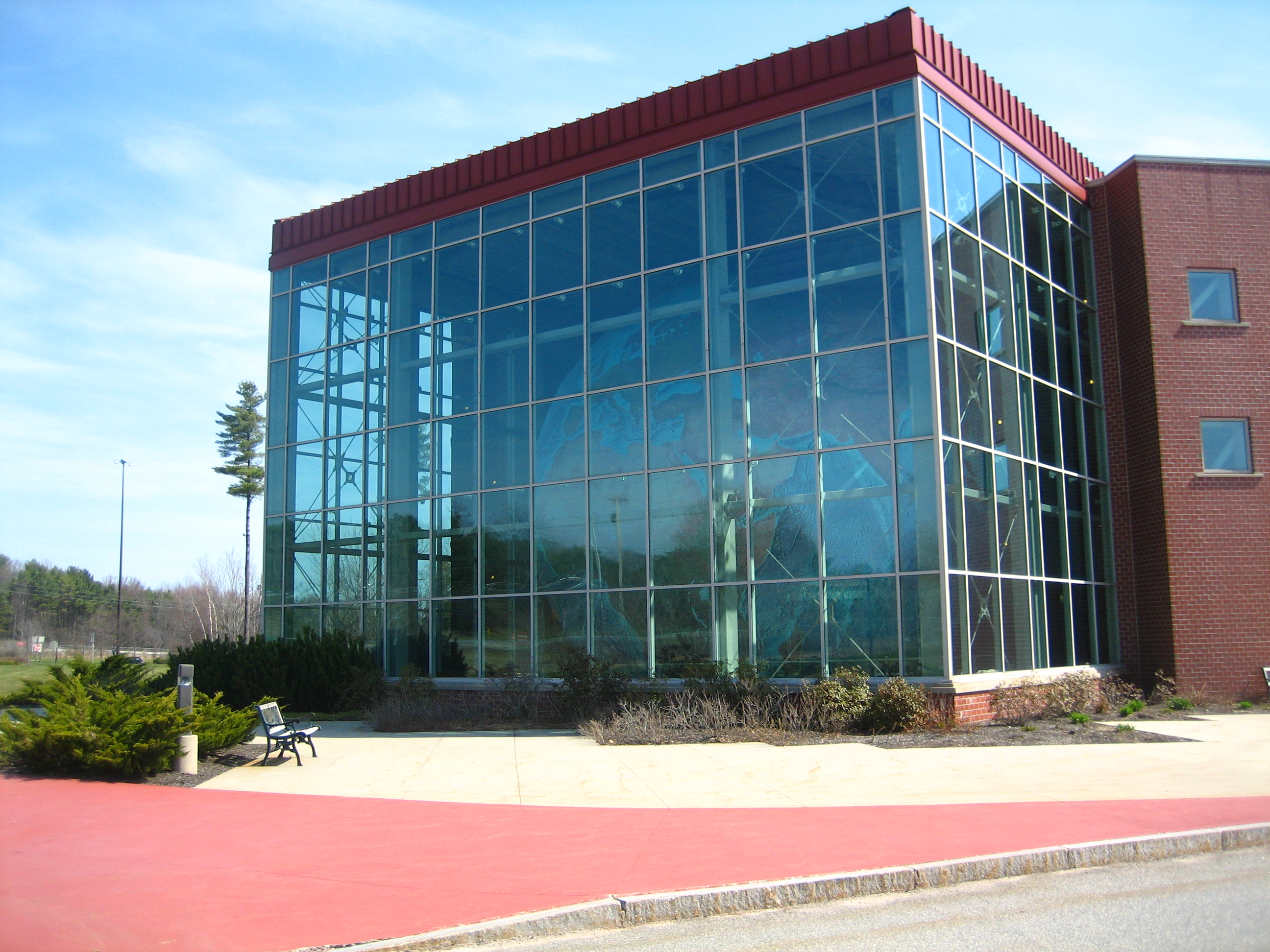
Das DeLorme-Gebäude

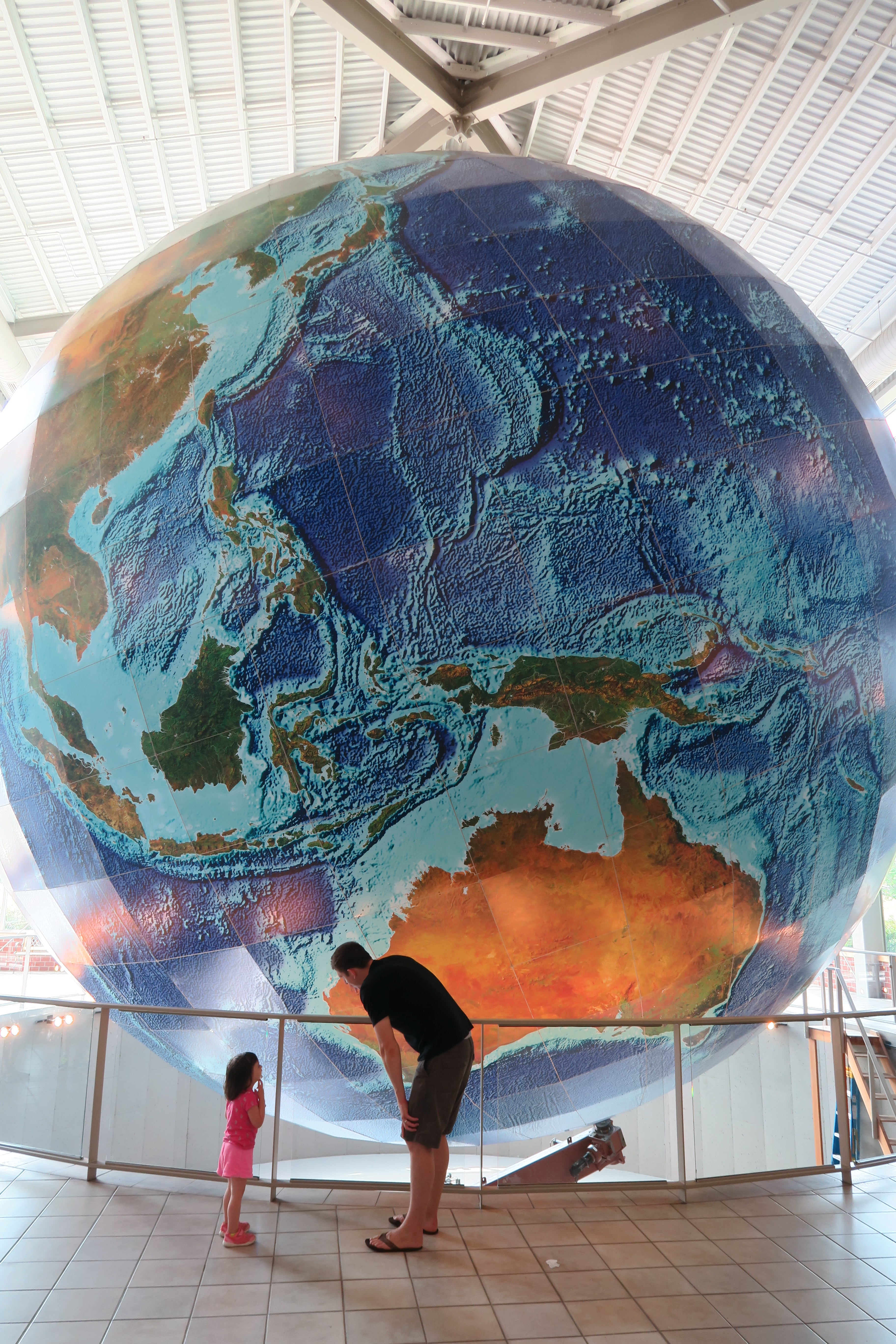
Eartha

Eartha ist der weltweit größte drehbare Globus. Er hat einen Durchmesser von 12,52 Metern, ein Gewicht von 2540 kg und einen Globusmaßstab von 1:1.000.000.

## Aufstellungsort
Eartha befindet sich in einem Ausstellungsgebäude mit großen Glaswänden des auf Kartographie und Geoinformationssysteme spezialisierten Verlags DeLorme in Yarmouth in Maine (USA) unmittelbar neben dem U.S. Highway 1. Er wurde am 23. Juli 1998 fertiggestellt. Der Globus ist nachts beleuchtet. Besucher können ihn vom Boden sowie seine oberen Regionen von zwei Balkonen aus betrachten.

## Kartografie
Ein Millimeter auf Eartha entspricht einem Kilometer in Wirklichkeit. Der Globus wurde aus einer vereinigten Datenbasis hergestellt, bei der Satellitenaufnahmen, Reliefschummerung, Regionalfarben (bathymetrische Einfärbungen der Meere) und Daten über Straßen und Stadtgebiete verwendet wurden.
Der Globusmaßstab von 1:1.000.000 entspricht dem Maßstab der Internationalen Weltkarte.

## Technik
Wie bei den meisten Globen ist die Rotationsachse von Eartha um 23,5° gegen die Senkrechte geneigt, um die Neigung der Erdachse gegen die Ekliptik darzustellen. Eartha rotiert an einem Kragträger, angetrieben von zwei Motoren. Normalerweise vollführt der Globus eine Umdrehung in 18 Minuten, aber es ist auch eine höhere Geschwindigkeitsstufe möglich, bei der er in einer Minute eine komplette Umdrehung ausführt. Durch einen Motorenausfall im Jahr 2006 stand der Globus bis zur Reparatur im Jahr 2007 still.
Eartha ist um ein Tragwerk namens Omni-Span aus über 6000 Aluminiumrohren konstruiert. Diese sind mit einer Umhüllung von 792 Kartenpaneelen verkleidet, die jeweils acht Breitengrade und zehn Längengrade umfassen und an der Innenkonstruktion mit versteckten Bolzen montiert sind.